# Ligovski prospekt (metrostation)
Ligovski prospekt (Russisch: Лиговский проспект) is een station van de metro van Sint-Petersburg. Het station maakt deel uit van de Pravoberezjnaja-lijn en werd geopend op 30 december 1991. Het metrostation bevindt zich in het centrum van Sint-Petersburg en is genoemd naar de Ligovski prospekt, een straat in de omgeving.
Het station ligt 66 meter onder de oppervlakte en beschikt over een perronhal met een gewelfd plafond. De toegang bevindt zich op de kruising van de Ligovski prospekt en de Transportnyj pereoelok, onder een kantoor van het metrobedrijf. Het perron is door middel van een lange gang verbonden met de roltrappen, omdat het zich op enige afstand van de stationshal bevindt. Aan het einde van de perronhal is een glas-in-loodraam aangebracht.